# Maschinenhaus von Thornton

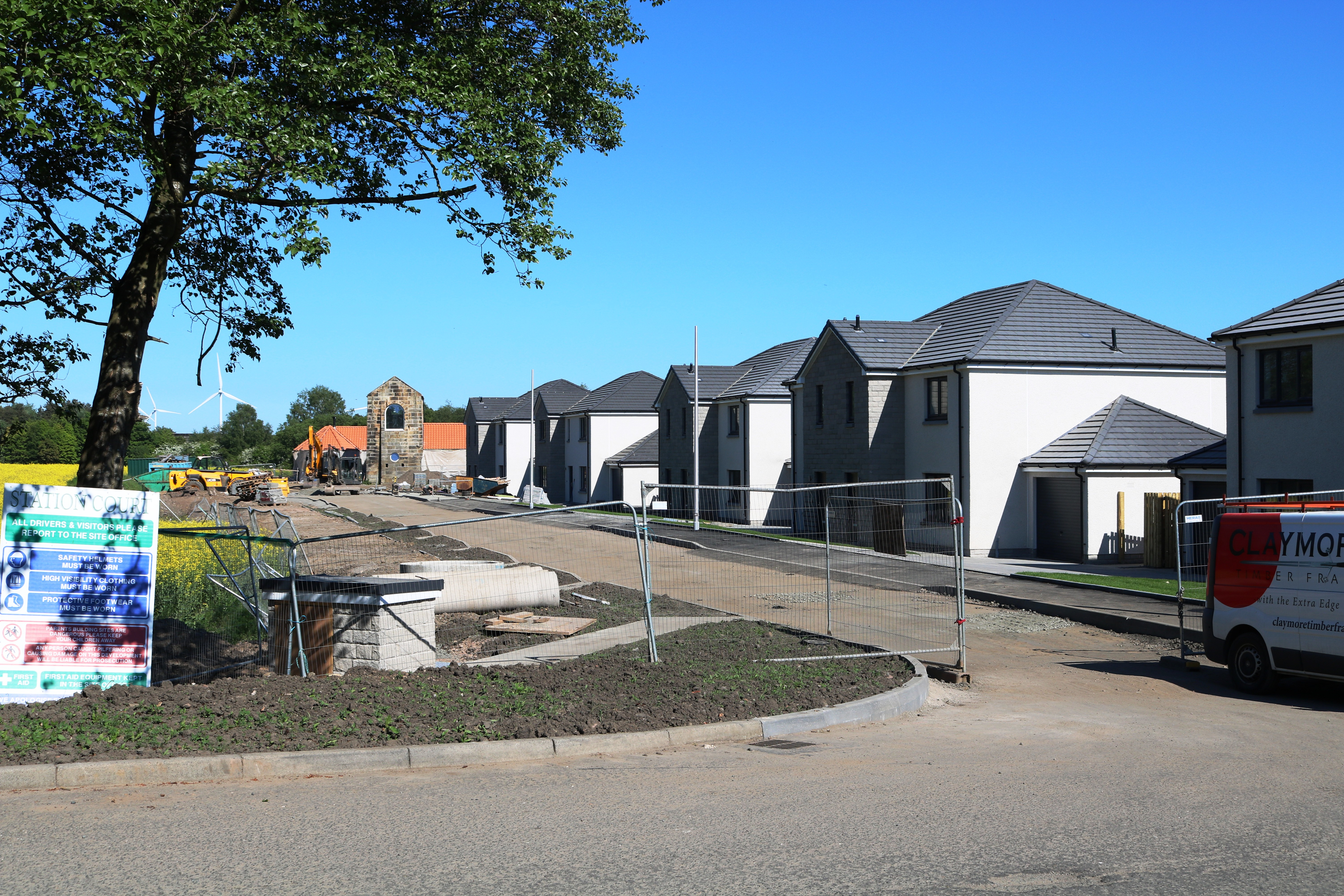
Das Maschinenhaus von Thornton steht am Ende der Straße

Das Maschinenhaus von Thornton befindet sich in der schottischen Ortschaft Thornton in der Council Area Fife. 1996 wurde das Bauwerk als Einzeldenkmal in die schottischen Denkmallisten in der höchsten Denkmalkategorie A aufgenommen.

## Geschichte
Bereits zuvor war im Kohlefeld Balgonie (siehe Coaltown of Balgonie) Kohle gefördert, die Ausbeutung jedoch aus wirtschaftlichen Gründen eingestellt worden. Mit der technologischen Weiterentwicklung der Dampfmaschine und dem erfolgreichen Einsatz von Cornwallmaschinen im englischen Bergbau, erschien die Wiederaufnahme der Kohleförderung in Thornton wieder wirtschaftlich. Das Maschinenhaus von Thornton beherbergte die Balanciermaschine der zu Bauzeiten abgeteuften Thornton Pit. Es entstand im späten 18. oder frühen 19. Jahrhundert. Bereits 1854 lag die Anlage brach und das Gebäude ist seitdem ungenutzt. Im Jahre 2000 wurde das Maschinenhaus in das Register gefährdeter denkmalgeschützter Bauwerke in Schottland aufgenommen. Sein Zustand wurde 2014 jedoch als verhältnismäßig gut bei gleichzeitig geringem Risiko eingestuft.

## Beschreibung
Das Gebäude steht isoliert in Nähe des Bahnhofs von Thornton. Das Mauerwerk des dreistöckigen Pumpenhauses besteht aus ungleichförmigen Steinquadern. Die teils mit Mauerwerk verschlossenen Gebäudeöffnungen sind rundbogig. Die innenliegende Mechaniken sind heute nicht mehr erhalten. In früheren Berichten sind flankierende einstöckige Gebäude erwähnt, die zwischenzeitlich abgebrochen wurden.